# Tabas
Tabas  (persisch طبس, DMG Ṭabas), Hauptstadt des Bezirks Tabas, ist eine Stadt mit etwa 35.000 Einwohnern, die in der Mitte des Iran, 950 km von Teheran entfernt liegt. Die in der Provinz Süd-Chorasan gelegene Stadt, die ehemals zur Provinz Chorasan gehörte, ist vor allem für ihre alten Zitrusgewächse bekannt. Die Oasenstadt hat einen prachtvollen 300 Jahre alten öffentlichen Garten, Baghe-golshan, der vor allem für seine Springbrunnen berühmt ist.

## Geschichte
Beim schweren Erdbeben von 1978 wurde die Stadt völlig zerstört. In Tabas und Umgebung starben ca. 22.000 Menschen. Heute ist die Stadt nach den schweren Verwüstungen von damals wieder komplett aufgebaut. 
In der Nähe der Stadt missglückte 1980 die Operation Eagle Claw, die zur Befreiung der amerikanischen Geiseln von Teheran koordiniert wurde.

## Verkehr
Die Stadt liegt an der Nord-Süd-Eisenbahn des Iran, der östlichen Nord-Süd-Eisenbahnverbindung des Landes von Maschhad nach Bandar Abbas. Es gibt ein Projekt, von Tabas ausgehend eine direkte Eisenbahnstrecke nach Zahedan zu bauen. Von Teheran aus wird der Flughafen Tabas angeflogen.